# Стидинська волость
Стидинська волость — адміністративно-територіальна одиниця Рівненського повіту Волинської губернії Російської імперії. Волосний центр — село Великі Стидини. 
Наприкінці ХІХ ст. до складу волості увійшли села Златолин та Тростянець сусідньої Степанської волості.
Станом на 1885 рік складалася з 16 поселень, 10 сільських громад. Населення — 5572 особи (2570 чоловічої статі та 3002 — жіночої), 498 дворових господарств.
Основні поселення волості:
- Великі Стидини — колишнє власницьке село за 56 верст від повітового міста, 536 осіб, 44 двори; волосне правління; православна церква, постоялий будинок, кузня, водяний млин, вітряк, винокурний завод. За 6 верст — скляний завод Заболотський. За 9 верст — смоляний завод.
- Великий Мидськ — колишнє власницьке село, 490 осіб, 60 дворів, православна церква, постоялий будинок, водяний млин, вітряк, винокурний завод.
- Жалин — колишнє власницьке село при річці Горинь, 360 осіб, 39 дворів, православна церква, постоялий будинок, водяний млин.
- Збуж — колишнє власницьке село при річці Горинь, 365 осіб, 32 двори, православна церква, постоялий будинок, водяний млин.
- Малий Мидськ — колишнє власницьке село, 607 осіб, 68 дворів.
- Осова — єврейська землевласницька колонія, 712 осіб, 93 двори, молитовний будинок, постоялий двір.
- Яполоть — колишнє власницьке село, 420 осіб, 51 двір, православна церква, постоялий будинок.

## Під владою Польщі
18 березня 1921 року Західна Волинь окупована Польщею. Волості було перетворено на ґміни, відповідно, адміністративна одиниця отримала назву ґміна Стидинь. Волость входила до Рівненського повіту Волинського воєводства. Межі та склад колишньої волості збереглися, що й за Російської імперії та Української держави.
1 січня 1925 року ґміну вилучено з Рівненського повіту і включено до новоутвореного Костопільського.
Польською окупаційною владою на території ґміни інтенсивно велася державна програма будівництва польських колоній і заселення поляками. На 1936 рік ґміна складалася з 28 громад:
1. Гутвин — колонія: Гутвин;
2. Гута Мидська — село: Гута Мидська;
3. Яполоть — село: Яполоть та хутори: Кублищі, Старина і Турно;
4. Кам'янка-Стара — колонія: Кам'янка-Стара;
5. Кам'янка-Нова — колонія: Кам'янка-Нова;
6. Ляди — колонія: Ляди;
7. Ледне — колонія: Ледне;
8. Майдан — село: Майдан, колонія: Півбіда та хутір: Прокості;
9. Мельникове — колонія: Мельникове;
10. Мидськ Великий — село: Мидськ Великий та хутори: Бережниця, Березняк, Котомельки і Підворищі;
11. Мидськ Малий — село: Мидськ Малий та хутори: Бережищі, Ліски і Скороходи;
12. Мидська — колонії: Мидська, Ричина, Сучин і Рудавка;
13. Омелянка — село: Омелянка;
14. Осова — селище: Осова та колонія: Вишка;
15. Осівка — колонія: Осівка;
16. Ожгове — колонії: Ожгове, Борсуки і Чапелька;
17. Підсельче — колонії: Підсельче і Поляни та хутір: Мутвиця;
18. Ромашкове — колонія: Ромашкове;
19. Стидинь Великий — село: Стидинь Великий, маєток: Стидинь та хутір: Домажер;
20. Рудня — колонія: Рудня;
21. Стидинь Малий — село: Стидинь Малий та хутір: Скородениці;
22. Колонія Стидинська — село: Колонія Стидинська;
23. Тхори — колонія: Тхори та хутори: Лісищі й Новина;
24. Тростянець — село: Тростянець, колонія: Липники та хутір: Глуховина;
25. Вілька — село: Вілька та хутір: Ворцелівка;
26. Збуж — село: Збуж та хутір: Опілля;
27. Золотолин — село: Золотолин;
28. Жалин — село: Жалин та хутори: Вільшина, Задвір'я, Загребелька, Дьогтярня, Грім і Груда.

Після радянської анексії західноукраїнських земель ґміна ліквідована у зв'язку з утворенням районів.